# Martin Helin
Martin Sigfrid Helin, född 6 januari 1901 i Stockholm, död 30 juli 1954 i Sofia församling, var en svensk direktör. Han var far till Anders Helin.

## Biografi
Helin avlade realskoleexamen 1918 och examen vid Socialpolitiska institutet 1924. Han anställdes i fattigvårdsnämnden 1919, blev byråföreståndare 1928, distriktsföreståndare 1932, direktör i stadens arbetslöshetskommitté från 1932, kassaförvaltare 1934, direktör i familjebidragsnämnden 1940 och i AB Stockholms Spårvägar från 1947 till sin död.
Helin var revisor i Stockholms stadstjänstemannaförening 1932–36, sekreterare där 1936–40, sekreterare i Stockholms stadstjänstemäns samorganisation 1936–38, vice ordförande 1938–40, sekreterare i styrelsen för arbetshemmet Östbyholm 1927–33. Han var lärare vid Svenska Diakonanstalten 1924–34, socialtjänstchef för Stockholms Luftskyddsområde från 1941, ledamot I Stockholms stads folkköksstyrelse från 1944, av arbetsnämndens råd från 1945, i stadskollegiets kommitté för socialvårdens centralisering från 1941.
Helin begravdes på Skogskyrkogården.